# Zapp Weekjournaal
Het Zapp Weekjournaal was een Nederlands televisieprogramma van de NOS en de NTR.
Het programma begon op 14 september 2014 als opvolger van het Schooltv-weekjournaal. De eerste presentatrice was Tamara Seur. In september 2015 wordt de presentatie overgenomen door Jeugdjournaal-presentator Siham Raijoul en vanaf oktober 2015 is de presentatie in handen van oud-WNL-verslaggeefster Laura Hogendoorn. Sinds maart 2016 is de presentatie weer tijdelijk in handen van Raijoul. Na de zomer is het Zapp Weekjournaal weer in handen van Laura Hoogendoorn.
Het Zapp Weekjournaal is gestopt op 9 juli 2017, dit komt omdat het NOS Jeugdjournaal langer gaat uitzenden, en ook op zondag.